# Дизажіо
Дизажіо (італ. dissaggio — утруднення) — 1) різниця виражена у відсотках, між номіналом цінного паперу і його ринковим курсом, що впав; 2) зниження біржового курсу цінних паперів у порівнянні з їх номіналом; 3) від'ємна різниця між ціною наявного товару і ціною за терміновою угодою. Загалом же, Дизажіо означає величину знижки від номінальної вартості, з якої продається товар. Зазвичай дизажіо виражається у відсотках від номіналу.
Продаж нерухомості або рефінансування до цієї точки беззбитковості призведе до чистих фінансових втрат для покупця, в той час, як утримання кредиту довше цієї точки беззбитковості призведе до чистих фінансових заощаджень для покупця. Відповідно, якщо наміром є купівля-продаж нерухомості або рефінансування, сплата штрафних санкцій буде коштувати більше, ніж просто сплата вищої процентної ставки.